# Aphelinoidea huxleyi
Aphelinoidea huxleyi är en stekelart som beskrevs av Alexandre Arsène Girault 1912. Aphelinoidea huxleyi ingår i släktet Aphelinoidea och familjen hårstrimsteklar. Inga underarter finns listade i Catalogue of Life.